# Grand Prix Guillaume Tell
Grand Prix Guillaume Tell, kort GP Tell, var ett schweiziskt etapplopp i landsvägscykling som arrangerades från 1971 till 2009. Från 1971 till 1985 var loppet endast öppet för amatörer, 1986 öppnades det för professionella, 2000 blev det ett rent U23-lopp och från 2006 till 2009 ingick det i UCI Europe Tour och klassificerades som 2.2 och 2.2U. När den dåvarande loppsdirektören Guido Graf valdes in till regeringsrådet i kantonen Luzern 2010, och därför avgick, ställdes loppet in. Det har inte arrangerats sedan dess.
Loppet är uppkallat efter den schweiziske nationalhjälten Wilhelm Tell.

## Podieplaceringar
| År   | Vinnare                                                              | Tvåa                                                                 | Trea                                                                 |
| 1971 | Fritz Wehrli                                                         | Dimitrij Trisjkin                                                    | Aleksandr Gusjatnikov                                                |
| 1972 | Dave Lloyd                                                           | José Luis Viejo                                                      | Jerzy Zwyrko                                                         |
| 1973 | Guy Leleu                                                            | Johan Ruch                                                           | Nikolaj Gorelov                                                      |
| 1974 | Werner Fretz                                                         | Michel Kuhn                                                          | Said Guisejnov                                                       |
| 1975 | Jørgen Marcussen                                                     | Aleksandr Gusjatnikov                                                | Miroslav Sykora                                                      |
| 1976 | Roberto Ceruti                                                       | Bruno Wolfer                                                         | Richard Trinkler                                                     |
| 1977 | Gilbert Glaus                                                        | Claudio Corti                                                        | Jiri Bartolsic                                                       |
| 1978 | Kurt Ehrensperger                                                    | Alfons De Wolf                                                       | Richard Trinkler                                                     |
| 1979 | Richard Trinkler                                                     | Daniel Muller                                                        | Fausto Stiz                                                          |
| 1980 | Mariano Polini                                                       | Helmut Wechselberger                                                 | Jürh Luchs                                                           |
| 1981 | Dag Erik Pedersen                                                    | José Patrocinio Jiménez                                              | Etienne Neant                                                        |
| 1982 | Niki Rüttimann                                                       | Urs Zimmermann                                                       | Richard Trinkler                                                     |
| 1983 | Richard Trinkler                                                     | Heinz Imboden                                                        | Vladimir Dolek                                                       |
| 1984 | Guido Winterberg                                                     | Peter Hilse                                                          | Heinz Imboden                                                        |
| 1985 | Pascal Richard                                                       | Riho Suun                                                            | Stephen Hodge                                                        |
| 1986 | Heinz Imboden                                                        | Guido Winterberg                                                     | Arno Küttel                                                          |
| 1987 | Guido Winterberg                                                     | Bernard Gavillet                                                     | Pascal Richard                                                       |
| 1988 | Fabian Fuchs                                                         | Alirio Chizabas                                                      | Laurent Madouas                                                      |
| 1989 | Karl Kälin                                                           | Daniel Steiger                                                       | Josef Holzmann                                                       |
| 1990 | Werner Stutz                                                         | Peter Meinert                                                        | Roland Meier                                                         |
| 1991 | Alex Zülle                                                           | Beat Zberg                                                           | Patrick Jonker                                                       |
| 1992 | Dieter Runkel                                                        | Roland Meier                                                         | Erik Dekker                                                          |
| 1993 | Peter Verbeken                                                       | André Wernli                                                         | Daniel Lanz                                                          |
| 1994 | Ej avhållet                                                          | Ej avhållet                                                          | Ej avhållet                                                          |
| 1995 | Peter Verbeken                                                       | Manuele Scopsi                                                       | Nicolaj Bo Larsen                                                    |
| 1996 | Andrea Dolci                                                         | Oscar Camenzind                                                      | Marcelino García                                                     |
| 1997 | Oscar Camenzind                                                      | Niki Aebersold                                                       | Armin Meier                                                          |
| 1998 | Marco Velo                                                           | Daniele Nardello                                                     | Fabian Jeker                                                         |
| 1999 | Ej avhållet                                                          | Ej avhållet                                                          | Ej avhållet                                                          |
| 2000 | Jurgen Van Goolen                                                    | Nico Sijmens                                                         | Remmert Wielinga                                                     |
| 2001 | Emil Arnell                                                          | Jaroslav Popovytj                                                    | Cristian Tosoni                                                      |
| 2002 | Rasmus Dyring                                                        | Gustav Erik Larsson                                                  | Grégory Rast                                                         |
| 2003 | Vladimir Gusev                                                       | Tomaž Nose                                                           | Florian Stalder                                                      |
| 2004 | Tomaž Nose                                                           | Janez Brajkovič                                                      | Andy Schleck                                                         |
| 2005 | Inställt på grund av översvämningar och jordskred orsakade av oväder | Inställt på grund av översvämningar och jordskred orsakade av oväder | Inställt på grund av översvämningar och jordskred orsakade av oväder |
| 2006 | Markus Eibegger                                                      | Peter Velits                                                         | Miha Svab                                                            |
| 2007 | Gatis Smukulis                                                       | Jakob Fuglsang                                                       | Jérôme Coppel                                                        |
| 2008 | Timofej Kritskij                                                     | Jarlinson Pantano                                                    | Jocelyn Bar                                                          |
| 2009 | Mathias Frank                                                        | Nico Schneider                                                       | Péter Kusztor                                                        |